# Kurdo
Kurdo Jalal Omar Abdel Kader (* 30. November 1988 in Sulaimaniyya, Irak) ist ein deutscher Rapper kurdischer Abstammung.

## Karriere
Mit neun Jahren kam Kurdo mit seiner Familie als Flüchtlingskind aus dem Irak nach Deutschland. Er wuchs im Heidelberger Stadtteil Emmertsgrund auf.
Im Jahre 2011 wurde er über die Videoplattform YouTube bekannt und daraufhin im Februar 2012 vom Label Azzlackz von Haftbefehl unter Vertrag genommen. Obwohl es bereits ein halbes Jahr später wieder zur Trennung kam, fand er mit Beefhaus gleich wieder ein neues Label und hatte mit dem Mixtape 11ta Stock Sound und dem Song Nike Kappe umgekehrt 2012 erste Erfolge. Mehrere seiner YouTube-Videos erreichten siebenstellige Zugriffszahlen. In den deutschen Newcomercharts erreichte er mit seinem Mixtape Platz vier. Im selben Jahr stellte er sein Debütalbum Slum Dog Millionaer mit Unterstützung von Rappern wie Eko Fresh, KC Rebell, Mosh36, Nazar und Kontra K fertig, die alle auf dem Album vertreten sind. Im Januar 2014 wurde das Album veröffentlicht und stieg auf Platz sechs der deutschen Albumcharts ein. Auch in der Schweiz und Österreich platzierte er sich in den Top 30.
Im September 2014 präsentierte Kurdo auf seiner Facebook-Seite sein eigenes Label Almaz Musiq. Dort erschien knapp ein Jahr nach seinem Debüt sein zweites Album Almaz. Er belegte damit in Deutschland Platz drei und erreichte in der Schweiz Platz eins der Albumcharts. Ein Jahr später erreichte er mit dem Album Verbrecher aus der Wüste Platz zwei in Deutschland. 2017 schaffte er es mit seiner Single Ya Salam (produziert von Kostas Karagiozidis & DJ Tuneruno), zum ersten Mal über 200.000 Einheiten zu verkaufen. Kurdo erhielt mit dieser Single seine erste Goldene Schallplatte in Deutschland. Später folgte ebenfalls die Platin-Schallplatte für die gleiche Single mit über 400.000 Verkäufen.

## Diskografie

### Alben
| Jahr | Titel                    | Höchstplatzierung, Gesamtwochen, AuszeichnungChartplatzierungen (Jahr, Titel, Platzierungen, Wochen, Auszeichnungen, Anmerkungen) | Höchstplatzierung, Gesamtwochen, AuszeichnungChartplatzierungen (Jahr, Titel, Platzierungen, Wochen, Auszeichnungen, Anmerkungen) | Höchstplatzierung, Gesamtwochen, AuszeichnungChartplatzierungen (Jahr, Titel, Platzierungen, Wochen, Auszeichnungen, Anmerkungen) | Anmerkungen                                        |
| Jahr | Titel                    | DE | AT | CH | Anmerkungen                                        |
| ---- | ------------------------ | --- | --- | --- | -------------------------------------------------- |
| 2014 | Slum Dog Millionaer      | DE6 (2 Wo.)DE | AT28 (1 Wo.)AT | CH16 (2 Wo.)CH | Erstveröffentlichung: 10. Januar 2014              |
| 2015 | Almaz                    | DE3 (4 Wo.)DE | AT7 (3 Wo.)AT | CH1 (3 Wo.)CH | Erstveröffentlichung: 23. Januar 2015              |
| 2016 | Verbrecher aus der Wüste | DE2 (4 Wo.)DE | AT4 (2 Wo.)AT | CH4 (3 Wo.)CH | Erstveröffentlichung: 19. Februar 2016             |
| 2017 | Vision                   | DE8 (4 Wo.)DE | AT10 (1 Wo.)AT | CH9 (2 Wo.)CH | Erstveröffentlichung: 31. März 2017                |
| 2017 | Blanco                   | DE6 (3 Wo.)DE | AT7 (2 Wo.)AT | CH7 (2 Wo.)CH | Erstveröffentlichung: 15. September 2017 mit Majoe |
| 2019 | 11ta Stock Sound 2       | DE2 (3 Wo.)DE | AT7 (2 Wo.)AT | CH4 (3 Wo.)CH | Erstveröffentlichung: 1. Februar 2019              |
| 2022 | Miserabel                | DE13 (3 Wo.)DE | AT27 (1 Wo.)AT | CH16 (2 Wo.)CH | Erstveröffentlichung: 6. Januar 2022               |
| 2024 | Kristall                 | DE22 (1 Wo.)DE | — | CH62 (1 Wo.)CH | Erstveröffentlichung: 11. Januar 2024              |

### Mixtapes
- 2012: 11ta Stock Sound

### EPs
- 2016: VADW Bonus EP
- 2017: Stresserblick EP (mit Majoe)
- 2019: RIDAM EP
- 2020: Lé Hayat

### Singles
| Jahr | Titel Album                     | Höchstplatzierung, Gesamtwochen, AuszeichnungChartplatzierungen (Jahr, Titel, Album, Platzierungen, Wochen, Auszeichnungen, Anmerkungen) | Höchstplatzierung, Gesamtwochen, AuszeichnungChartplatzierungen (Jahr, Titel, Album, Platzierungen, Wochen, Auszeichnungen, Anmerkungen) | Höchstplatzierung, Gesamtwochen, AuszeichnungChartplatzierungen (Jahr, Titel, Album, Platzierungen, Wochen, Auszeichnungen, Anmerkungen) | Anmerkungen                                                                                |
| Jahr | Titel Album                     | DE | AT | CH | Anmerkungen                                                                                |
| --- | ------------------------------- | --- | --- | --- | ------------------------------------------------------------------------------------------ |
| 2017 | Ya Salam Vision                 | DE30 Platin · (23 Wo.)DE | AT— PlatinAT | CH88 (1 Wo.)CH | Erstveröffentlichung: 26. März 2017 Verkäufe: + 430.000                                    |
| 2017 | Desert Eagle Blanco             | DE68 (3 Wo.)DE | — | CH99 (1 Wo.)CH | Erstveröffentlichung: 1. September 2017 mit Majoe                                          |
| 2018 | Bugatti Veyron                  | DE41 (5 Wo.)DE | — | — | Erstveröffentlichung: 18. Mai 2018                                                         |
| 2018 | Wellou 11ta Stock Sound 2       | DE28 (4 Wo.)DE | AT54 (1 Wo.)AT | CH38 (1 Wo.)CH | Erstveröffentlichung: 21. September 2018                                                   |
| 2019 | 100 K Kanun                     | DE71 (1 Wo.)DE | — | — | Erstveröffentlichung: 18. Januar 2019 mit Gent                                             |
| 2019 | Alles Coco                      | DE57 (1 Wo.)DE | — | — | Erstveröffentlichung: 26. Juli 2019                                                        |
| 2019 | Nala                            | DE73 (1 Wo.)DE | — | — | Erstveröffentlichung: 23. August 2019                                                      |
| 2020 | Habiba Prima                    | DE99 (1 Wo.)DE | — | — | Erstveröffentlichung: 10. Januar 2020                                                      |
| 2021 | Miserabel                       | DE— aDE | — | — | Erstveröffentlichung: 18. März 2021                                                        |
| 2021 | NKT Miserabel                   | DE77 (1 Wo.)DE | — | CH93 (1 Wo.)CH | Erstveröffentlichung: 9. April 2021                                                        |
| 2021 | Pismam Miserabel                | DE— bDE | — | — | Erstveröffentlichung: 13. Mai 2021                                                         |
| 2021 | Immer echter Miserabel          | DE80 (1 Wo.)DE | — | — | Erstveröffentlichung: 22. Oktober 2021                                                     |
| 2021 | Bébé Miserabel                  | DE80 (1 Wo.)DE | — | CH82 (1 Wo.)CH | Erstveröffentlichung: 19. November 2021                                                    |
| 2021 | Weiße TN Sneakers Miserabel     | DE— cDE | — | — | Erstveröffentlichung: 16. Dezember 2021                                                    |
| 2021 | Butterfly Miserabel             | DE68 (1 Wo.)DE | — | CH53 (1 Wo.)CH | Erstveröffentlichung: 31. Dezember 2021 feat. Ngee                                         |
| 2022 | Awimbawe Miserabel              | DE51 (1 Wo.)DE | — | CH79 (1 Wo.)CH | Erstveröffentlichung: 5. Januar 2022 feat. Capo                                            |
| 2022 | Gift –                          | DE— dDE | — | — | Erstveröffentlichung: 5. Mai 2022                                                          |
| 2023 | Rendezvous II Kristall          | DE76 (1 Wo.)DE | — | CH71 (1 Wo.)CH | Erstveröffentlichung: 17. Februar 2023                                                     |
| 2023 | Zangar zangar Kristall          | DE40 (1 Wo.)DE | AT70 (1 Wo.)AT | CH56 (1 Wo.)CH | Erstveröffentlichung: 10. März 2023 feat. Dardan                                           |
| 2023 | Caliente Kristall               | DE55 (1 Wo.)DE | — | CH93 (1 Wo.)CH | Erstveröffentlichung: 24. August 2023 feat. Jamal                                          |
| 2023 | Damanja Kristall                | DE— eDE | — | — | Erstveröffentlichung: 21. September 2023                                                   |
| 2023 | Muskat Kristall                 | DE— fDE | — | — | Erstveröffentlichung: 26. Oktober 2023                                                     |
| 2024 | Wahh qzeng –                    | DE81 (1 Wo.)DE | — | — | Erstveröffentlichung: 10. Oktober 2024 mit Shabab                                          |
| 2024 | Wir sind nicht (wie du) –       | DE94 (1 Wo.)DE | — | — | Erstveröffentlichung: 24. Oktober 2024 mit Kardo & Bangwhite feat. X Wave                  |
| 2024 | Harbi Kurdi –                   | DE61 (1 Wo.)DE | — | — | Erstveröffentlichung: 7. November 2024 mit Berdo, Shabab, AK Ausserkontrolle, Kardo & Volo |
| Folgende Lieder erschienen nicht als Single, wurden aber durch das Album zum Download und Streaming bereitgestellt und konnten somit eine Platzierung erlangen: |                                 | | | |                                                                                            |
| |                                 | | | |                                                                                            |
| 2019 | Regentropfen 11ta Stock Sound 2 | DE68 (1 Wo.)DE | — | CH94 (1 Wo.)CH | Charteinstieg: 8. Februar 2019                                                             |
| 2024 | Emirat Kristall                 | DE— gDE | — | — | Charteinstieg: 19. Januar 2024 feat. RAF Camora                                            |
| 2024 | Alors Kristall                  | DE59 (5 Wo.)DE | — | — | Charteinstieg: 21. Juni 2024 feat. Capo                                                    |

Weitere Singles
- 2011: Wir sind nicht wie du
- 2011: 11ta Stock Sound (featuring Atillah 78)
- 2012: Wir sind nicht wie du Part II
- 2012: 60 Bars
- 2012: Nike Kappe umgekehrt
- 2012: G für sie
- 2013: Vermisse dich (featuring Niqo Nuevo)
- 2013: Lydia
- 2014: Ghetto
- 2014: Slumdog
- 2014: Schwarz Matte Kalasch (Freetrack)
- 2019: Slumdog in Allemagne

Gastbeiträge
- 2013: Bang Bang auf Banger rebellieren von KC Rebell
- 2013: Bang Bang Remix von KC Rebell
- 2013: Die Waffen sind geladen auf Ob du willst oder nicht von Sinan-G
- 2013: Ich bin nicht wie du auf Blut gegen Blut 3 von Massiv
- 2014: Emmertsgrund Berlin von Diloman
- 2014: Killa (Remix) auf Killa von Farid Bang (feat. Majoe, Hamad 45 & Musiye)
- 2014: Mantika auf Mundpropaganda von Hamad 45 (feat. Misho)
- 2014: Warum (Remix) von PA Sports (feat. Kianush, BOZ, Liquit Walker, Cr7z, Blut & Kasse, Pedaz, Ercandize, Jaysus, Niekan, Vega, Hamad 45 & Alpa Gun)
- 2014: Piff auf Rebellution von KC Rebell
- 2014: Lass ma auf Geboren um zu sterben von Alpa Gun (feat. Dú Maroc)
- 2014: Stresserblick auf Breiter als der Türsteher von Majoe
- 2014: Magic Casino auf HAK von Summer Cem
- 2014: Ghettopräsident 3 auf Jenseits von Eden 2 von Automatikk (feat. Massiv)
- 2015: Scheine auf Ardicted von Ardian Bujupi
- 2015: Gangster Rap in Prada auf Intravenös von Dú Maroc
- 2015: Die Waffen sind geladen II auf Lak Sho von Sinan-G
- 2015: Freiheit auf Animal von Bero Bass (feat. Sivan Perwer & Gina Amir)
- 2015: Haute Couture auf Fata Morgana von KC Rebell (feat. PA Sports)
- 2015: Sommer auf Eiskalter Engel von PA Sports (feat. KC Rebell)
- 2015: Bild im Zement auf Weil die Strasse nicht vergisst von Fler
- 2016: Zackig die Patte auf Irreversibel von Nazar
- 2016: Gossenslang auf Rumble in the Jungle von Ali Bumaye
- 2016: Kanaks in den Streets auf Engel mit der AK von Seyed
- 2016: Mach Platz auf Panik in der Szene von Payy
- 2017: Meine Welt auf #31# von Azero
- 2017: Stresserblick 2 auf Auge des Tigers von Majoe
- 2017: Silberner Ferrari RMX von Majoe (feat. Farid Bang)
- 2017: Repeat auf Melodia von Ardian Bujupi
- 2017: Lamborghini (German RMX) von Guè Pequeno (feat. Majoe)
- 2018: Zero auf Zero von Payy
- 2018: Sinaloa Kartell auf 20Mille EP von Fousy
- 2018: City Hunter auf Tek Tek von Diloman
- 2018: Hungrige Ghetto Kids auf Fiasko von Jasko
- 2019: 100K auf Kanun von Gent
- 2019: Magnum auf Alèlo von Fousy
- 2019: Magic (Kurdo Remix) auf Y.A.L.A. (Butterfly Re-Edition) von Genetikk
- 2019: Bandita auf Rahat von Ardian Bujupi
- 2019: Hakuna Matata von Remoe (feat. Noah)

### Musikvideos
- 2011: 11ta Stock Sound (feat. Atillah 78)
- 2012: 60 Bars
- 2012: Heimat (feat. Amaris)
- 2012: Wir sind nicht wie du Pt. II
- 2012: Ich bin Ghetto
- 2012: Nike Kappe umgekehrt
- 2012: G für sie
- 2013: Die Waffen sind geladen (von Sinan-G)
- 2013: 100 tsnd
- 2013: Ich bin nicht wie du (von Massiv)
- 2013: Streetrotation Vol. 3 #14
- 2013: Intro (Slum Dog Millionaer)
- 2013: Nike Free 3.0 (Halt die Fresse 06 Nr. 308)
- 2013: Unzensiert
- 2013: Lydia
- 2013: Aggro TV Adventskalender - Türchen 19
- 2013: Ghetto
- 2014: Emmertsgrund Berlin (von Diloman)
- 2014: Vermisse dich (feat. Niqo Nuevo)
- 2014: Slumdog
- 2014: Wenn die Sterne leuchten
- 2014: Mantika (von Hamad 45 feat. Misho)
- 2014: Warum (Remix) (von PA Sports feat. Kianush, BOZ, Liquit Walker, Cr7z, Blut & Kasse, Pedaz, Ercandize, Jaysus, Niekan, Vega, Hamad 45 & Alpa Gun)
- 2014: Lass ma (von Alpa Gun feat. Dú Maroc)
- 2014: Stresserblick (von Majoe)
- 2014: Schwarz Matte Kalasch
- 2014: Freiheit (von Bero Bass feat. Sivan Perwer & Gina Amir)
- 2014: Meine Welt
- 2014: Magie / 24H (Splitvideo)
- 2014: Maurice
- 2015: Halbmond
- 2015: Die Waffen sind geladen II (von Sinan-G)
- 2015: Drei Freunde
- 2015: Panik in der Szene (feat. Payy)
- 2015: Intro (Verbrecher aus der Wüste)
- 2015: Verbrecher aus der Wüste
- 2016: 9 mm
- 2016: Abu Dhabi Lifestyle
- 2016: Sherazade (feat. Massari)
- 2016: Star
- 2016: 600 Tausend
- 2016: Zackig die Patte (von Nazar)
- 2016: Mach Platz (von Payy)
- 2016: Stresserblick 2 (von Majoe)
- 2017: Hände weg
- 2017: Rendezvous
- 2017: Mister Orient
- 2017: Ya Salam
- 2017: Silberner Ferrari RMX (von Majoe feat. Farid Bang)
- 2017: Mike Tyson vs. Muhammad Ali (mit Majoe)
- 2017: Nachtaktiv (mit Majoe)
- 2017: Rolling Stone (mit Majoe)
- 2017: Desert Eagle (mit Majoe)
- 2017: Maserati (mit Majoe)
- 2017: Zero (von Payy)
- 2018: Sinaloa Kartell (von Fousy)
- 2018: City Hunter (von Diloman)
- 2018: Bugatti Veyron
- 2018: Wellou
- 2018: Puma x Marseille
- 2018: Mamlakat Ghetto
- 2019: 100K (von Gent)
- 2019: Regentropfen
- 2019: Magnum (von Fousy)